# Hallstadt
Hallstadt település Németországban, azon belül Bajorországban. Lakosainak száma 8888 fő (2023. december 31.).

## Népesség
A település népessége az elmúlt években az alábbi módon változott:
| Lakosok száma | 1929 | 4087 | 7339 | 8551 | 8407 | 8364 | 8330 | 8399 | 8795 | 8888 |
|               | 1875 | 1950 | 1975 | 2010 | 2012 | 2013 | 2015 | 2017 | 2021 | 2023 |